# Frăția Inelului
Frăția Inelului (engleză The Fellowship of the Ring)  este primul volum al trilogiei Stăpânul Inelelor, scrisă de către J. R. R. Tolkien. Volumul are loc în universul fictiv Pământul de Mijloc. A fost publicat pentru prima dată pe 29 iulie 1954 în Regatul Unit. Volumul are un prolog intitulat "Cu privire la hobbiți și la alte lucruri", care este urmat de cărțile întâi și doi.

## Rezumat
Cele trei volume ale trilogiei Stăpânul Inelelor sunt divizate în două cărți mai mici, formând șase cărți în total. Cartea I din Frăția Inelului începe în Comitat, avându-l ca personaj principal pe Bilbo, care își serbează cea de-a 111-a aniversare, aproximativ cu șaizeci de ani după terminarea Hobbitului. Acesta dispare folosind inelul său magic. Începând o nouă aventură, Bilbo îi încedințează multe dintre bunurile sale, incluzând inelul, vărului și moștenitorului său adoptiv Frodo Baggins. După 17 ani de investigații, bunul său prieten Gandalf cel Sur confirmă că acest inel este de fapt Inelul, instrumentul puterii lui Sauron, pe care Lordul Întunecat l-a căutat de-a lungul celui de-al Treilea Ev, și care a corupt multe persoane în dorința sa de a ajunge la stăpânul său. Ceea ce nu știe Gandalf este că Gollum a călătorit în Mordor, unde a fost capturat și puținele informații pe care le avea despre Inel le-a divulgat prin tortură.
Sauron își trimite cei mai de temut supuși ai săi, Nazgûlii deghizați în călăreți negri, pentru a căuta Inelul în Comitat. Frodo, purtătorul Inelului, scapă cu ajutorul grădinarului său loial Samwise Gamgee și a trei prieteni apropiați Meriadoc "Merry" Brandybuck, Peregrin "Pippin" Took și Fredegar "Fatty" Bolger. În timp ce Fatty acționează drept momeală pentru Călăreții Negri, Frodo și ceilalți decid să ducă Inelul la elfii din Vâlceaua Despicată. Ei sunt ajutați de către Tom Bombadil și un bărbat numit „Pas Mare", care mai târziu se dovedește a fi Aragorn, moștenitorul tronului din Gondor și Arnor, două regate create de către númenoreenii exilați. Aragorn îi conduce pe hobbiți la Vâlceaua Despicată, la cererea lui Gandalf. Între timp, Frodo este grav rănit de către Călăreții Negri, când se aflau pe dealul supranumit Țancul Vremii. Cu ajutorul lordului elf Glorfindel, Frodo reușește să ajungă la Vâlceaua Despicată, trecând râul Bruinen. Călăreții Negri sunt alungați cu ajutorul unei vrăji de creștere a debitului râului, făcută de către lordul Elrond. Cartea I se termină avându-l pe Frodo inconștient. 

Coperta primei ediții în română

Cartea a II-a îl surprinde pe Frodo revenindu-și după rana făcută de către Nazgûli, sub stricta grijă a lui Elrond, conducătorul Vâlcelei Despicate. Frodo îl reîntâlnește aici pe Bilbo, care trăiește retras și o vede pe Arwen, fiica lui Elrond. Mai târziu, o mare parte din expozițiunea poveștii este redată de-a lungul unui mare consiliu, găzduit de către Elrond și la care participă reprezentanții marilor seminții din Pământul de Mijloc (elfi, gnomi și oameni). Gandalf menționează posibila amenințare a lui Saruman, liderul Ordinului Vrăjitorilor, care a vrut Inelul pentru el însuși. Pentru a împlini o veche profeție referitoare la reîntoarcerea regelui Gondorului și Arnorului, Aragorn urmează să pornească un război împotriva lui Sauron, fiind înarmat cu Narsil, sabia distrusă a lui Elendil. Bucățile distruse ale sabiei au fost ținute în secret la Vâlceaua Despicată de-a lungul anilor pentru a fi restaurată acum sub numele de Andúril. Consiliul decide că singura posibilitate de a salva Pământul de Mijloc este aceea de a distruge Inelul, prin aruncarea lui în lava Muntelui Osândei, loc în care a fost creat Inelul. Frodo se oferă voluntar pentru această misiune, iar Frăția Inelului este formată pentru a-l proteja, fiind compusă din cei trei semeni hobbiți, Gandalf, Aragorn, Boromir din Gondor, Gimli piticul și Legolas elful. Aceștia, împreună cu Frodo, sunt cei nouă membri care au pornit împotriva lui Sauron.
Echipa călătorește de-a lungul câmpiilor și munților și hotărăște să se avânte în Minele Moriei, din cauza vrăjilor cu care Sauron controlează natura împotriva lor. Ei sunt urmăriți de către Gollum, care a fost eliberat de către Sauron, fiind disperat să își redobândească Inelul pe care îl numește Neprețuitul. Când compania ajunge în mijlocul galeriilor din Moria, este atacată de către orci. Gandalf trebuie să se lupte cu un Balrog, un demon din timpuri străvechi și cade împreună cu acesta într-o prăpastie adâncă, creând astfel iluzia morții sale. Scâpând din Moria, Frăția este condusă acum de către Aragorn, se refugiază în regatul elfilor, Lothlórien, casa Doamnei Galadriel și a Lordului Celeborn. Frăția călătorește apoi de-a lungul râului Anduin, iar Frodo decide să continue călătoria pe cont propriu, din pricina influenței negative pe care o are Inelul asupra lui Boromir. La finalul Cărții a II-a, Frodo alături de Sam încep să călătorească pe drumul spre Mordor.